# .ag
.ag je vrhovna internetska domena (country code top-level domain - ccTLD) za Antigvu i Barbudu. Domenom upravlja Nic AG.

## Vanjske poveznice
- IANA .ag whois informacija  Arhivirana inačica izvorne stranice od 13. studenoga 2006. (Wayback Machine)